# ویسواف گوواس
ویِسواف گوواس (لهستانی: Wiesław Ryszard Gołas؛ زادهٔ ۹ اکتبر ۱۹۳۰ – درگذشته ۹ سپتامبر ۲۰۲۱) بازیگر اهل لهستان بود.
از فیلم‌ها یا برنامه‌های تلویزیونی که وی در آن نقش داشته‌است، می‌توان به دارکوب، طرح‌واره‌های زغالی، کاباره مردان مسن، لهستان بازسازی‌شده، سیل، خیابان فرعی ۴، چهار تانکچی و یک سگ، لوتنا، عروسک، آلیس، بدشانسی، یک نسل، وداع ناممکن، سه گام روی زمین و سایه اشاره کرد.
وی همچنین برندهٔ جوایزی همچون گلوریا آرتیس شده‌است.